# Ōtani Oniji III como Yakko Edobei
Ōtani Oniji III como Yakko Edobei (三代目大谷鬼次の奴江戸兵衛?) es un grabado ukiyo-e del género yakusha-e del artista japonés Tōshūsai Sharaku. Del año 1794 y perteneciente al período Edo, la obra retrata a un actor de teatro kabuki en el papel de un villano. Se trata de una de las pinturas más reconocidas del autor.

## Sujeto del retrato
El retrato muestra al actor Ōtani Oniji III interpretando el papel de Edobei, el sirviente (yakko) de un samurái de la obra Las riendas de colores de una esposa amorosa (恋女房染分手綱 Koi nyōbō somewake tazuna?), que narra una historia de amor trágica. Este personaje ataca al también sirviente Ippei para robarle su dinero. Al emplear los elementos más esenciales del actor y a quien representa, como la ropa y el escudo, el personaje sería rápidamente reconocido por los espectadores. En este caso, Sharaku retrata concretamente al actor durante el mie, el momento álgido de emoción extrema con la expresión facial típica del kabuki.

## Descripción
Esta impresión consiste en una xilogografía de tinta, color y mica blanca sobre papel. Sharaku se caracterizaba por reflejar las cualidades de los personajes del kabuki en sus obras, además de captar la personalidad de los propios actores que adquirieron su fama por interpretarlos. De este modo, el pecho traza una curva hacia el rostro pintado de blanco del actor, retratado en tres cuartos, que denota «lascivia» y una expresión de odio desafiante. El cabello erizado y las manos extendidas muestran la «naturaleza despiadada» del personaje. El sujeto presenta un mentón que sobresale y mira hacia abajo, hacia su rival que no aparece en la composición. El autor también emplea líneas gruesas y elementos simplificados para dotar de personalidad a la imagen. La figura contra el fondo gris se muestra prácticamente plana.

## Legado
La obra Ōtani Oniji III como Yakko Edobei es a menudo descrita como «icónica». En 2017 se realizó una réplica frente al castillo Hirosaki en la prefectura de Aomori (Japón) a base de treinta mil manzanas de cinco tonos distintos entre el rojo y el amarillo. Esta obra, similar al tanbo art de la misma prefectura, ocupó una caja de diecisiete por nuevo metros. El objetivo era promocionar la ciudad de Hirosaki, la principal productora de manzanas del país.